# Sadisfaction (álbum de Gregorian)
Sadisfaction es el primer álbum de Gregorian. 

Originalmente, Gregorian fue concebido como un grupo más orientado al pop, al estilo del proyecto musical electrónico Enigma. En esa línea Frank Peterson, Matthias Meissner y Thomas Schwarz grabaron este álbum con las voces principales del dúo The Sisters of Oz: Susana Espelleta, la entonces esposa de Peterson, y Birgit Freud.
Fue la única grabación del trío en ese estilo. El proyecto lo continuó Peterson en 1998 con nuevos miembros, lanzando la serie de álbumes Masters of Chant, afines al canto gregoriano.

## Lista de canciones
| N.º | Título                        | Duración |  |
| 1.  | «Watcha Gonna Do»             | 4:06     |  |
| 2.  | «Once In A Lifetime»          | 3:45     |  |
| 3.  | «So Sad»                      | 3:32     |  |
| 4.  | «Forever»                     | 3:07     |  |
| 5.  | «The Quiet Self»              | 5:31     |  |
| 6.  | «Reflect»                     | 2:52     |  |
| 7.  | «Monastry»                    | 3:21     |  |
| 8.  | «Gonna Make You Mine»         | 3:15     |  |
| 9.  | «You Take My Breath Away»     | 4:28     |  |
| 10. | «I Love You»                  | 3:29     |  |
| 11. | «Why Did You Go (I Feel Sad)» | 3:46     |  |
| 12. | «The Mission»                 | 3:15     |  |
| 13. | «Depressions»                 | 2:57     |  |